# Horst Herrlich
Horst Herrlich (1937-2015) est un mathématicien allemand , connu comme un pionnier dans le domaine de topologie catégorique, discipline qui marie la topologie et la théorie des catégories.

## Biographie
Horst Herrlich étudie les mathématiques et la biologie à l'université libre de Berlin. Il y obtient son doctorat en mathématiques en 1962 avec une thèse intitulée « Ordnungsfähigkeit topologischer Räume » sous la direction de Karl-Peter Grotemeyer et d'Alexander Dinghas ; il y obtient aussi son habilitation en 1965 avec une dissertation sur les espaces E-compacts (introduits par Stanisław Mrówka en 1958).
Après un poste à l'université de Bielefeld, Horst Herrlich est, de 1971 jusqu'à sa retraite en 2002, professeur de  mathématiques à l'université de Brême, avec la mention topologie générale et théorie des catégories. 

## Travaux
Herrlich est membre du comité d'édition du troisième volume, intitulé Deskriptive Mengenlehre und Topologie, des œuvres complètes de Felix Hausdorff. 
Herrlich est conférencier invité au congrès international des mathématiciens de 1974 à Vancouver. Il est considéré comme un des fondateurs  de la topologie catégorique, qui traite de la topologie générale en utilisant les méthodes de la théorie des catégories.
En 1983, il publie un article de synthèse, avec 700 références bibliographiques, sur le sujet de la topologie catégorique. 

## Publications (sélection)
- Topologische Reflexionen und Coreflexionen, Springer, coll. « Lecture Notes Math. » (no 78), 1968
- avec George E. Strecker, Category Theory : An Introduction, Lemgo, Heldermann Verlag, 2007, 3e éd. (1re éd. 1973), xi + 382 (ISBN 978-3-88538-001-6, zbMATH 1125.18300)
- Einführung in die Topologie : Metrische Räume, Berlin, Heldermann Verlag, 1968
- Topologie I : Topologische Räume, Berlin, Heldermann Verlag, 1986
- Topologie II : Uniforme Räume, Berlin, Heldermann Verlag, 1988
- avec Jiří Adámek et George E. Strecker, Abstract and Concrete Categories. The Joy of Cats, New York, Wiley-Interscience Publ., 1990 (lire en ligne)
- (en) Axiom of Choice, Berlin, Springer, coll. « Lecture Notes in Mathematics » (no 1876), 2006, xiv + 194 (ISBN 3-540-30989-6, DOI 10.1007/11601562, zbMATH 1102.03049, lire en ligne)
- Horst Herrlich, « Categorical topology 1971–1981 », dans General topology and its relations to modern analysis and algebra, V (Prague, 1981), Berlin, Heldermann, coll. « Sigma Ser. Pure Math. » (no 3), 1983 (MR 0698425), p. 279-383.